# Cantone di Lacapelle-Marival
Il Cantone di Lacapelle-Marival è una divisione amministrativa dell'arrondissement di Figeac.
A seguito della riforma approvata con decreto del 13 febbraio 2014, che ha avuto attuazione dopo le elezioni dipartimentali del 2015, è passato da 19 a 32 comuni.

## Composizione
I 19 comuni facenti parte prima della riforma del 2014 erano:
- Albiac
- Anglars
- Aynac
- Le Bourg
- Le Bouyssou
- Cardaillac
- Espeyroux
- Issendolus
- Labathude
- Lacapelle-Marival
- Leyme
- Molières
- Rudelle
- Rueyres
- Saint-Bressou
- Sainte-Colombe
- Saint-Maurice-en-Quercy
- Thémines
- Théminettes

Dal 2015 i comuni appartenenti al cantone sono i seguenti 32:
- Anglars
- Assier
- Bessonies
- Le Bourg
- Le Bouyssou
- Cardaillac
- Espeyroux
- Gorses
- Issepts
- Labastide-du-Haut-Mont
- Labathude
- Lacapelle-Marival
- Latronquière
- Lauresses
- Livernon
- Montet-et-Bouxal
- Reyrevignes
- Rudelle
- Rueyres
- Sabadel-Latronquière
- Saint-Bressou
- Saint-Cirgues
- Saint-Hilaire
- Saint-Maurice-en-Quercy
- Saint-Médard-Nicourby
- Saint-Simon
- Sainte-Colombe
- Sénaillac-Latronquière
- Sonac
- Terrou
- Thémines
- Théminettes